# Actória (gente)
A gente Actoria foi uma família romana pouco conhecida do final da República e no início do Império. O único membro dessa gens mencionado na história é Marcus Actorius Naso, que Suetônio cita como uma autoridade durante os tempos de César. Outros Actorii são conhecidos através de inscrições.

## Membros
- Marcus Actorius Naso, citado por Suetônio em sua "Vida de César". O historiador não especifica o período em que Naso viveu, mas a forma como é descrito sugere que ele pode ter sido contemporâneo de César.[2][1]
- Lucius Actorius L. l. Sphaerus, um liberto enterrado em Narbo na Gália Narbonense durante a Era Augustana. Ele era um sagarius, ou comerciante de mantos.[3]